# 卡利納 (多利納區)
48°57′49″N 23°48′48″E / 48.96361°N 23.81333°E
卡利納（烏克蘭語：Кальна），是烏克蘭西部的村莊，隸屬伊萬諾-弗蘭科夫斯克州的卡盧什區。該村始建於1578年，面積20.9平方公里，2001年人口1,043，人口密度每平方公里49.9人。